# Piżama party
Piżama party (ang. Sleepover) – amerykańska komedia z 2004 roku w reżyserii Joego Nussbauma.

## Opis fabuły
Cztery przyjaciółki: Julie (Alexa Vega), Hannah (Mika Boorem), Yancy (Kallie Flynn Childress) i Farrah (Scout Taylor-Compton) niedługo rozpoczną naukę w liceum. Przedtem jednak chcą korzystać z wakacji. Ponieważ Hannah przenosi się do innego miasta, koleżanki postanawiają wyprawić jej pożegnalne przyjęcie. Imprezę chcą też zorganizować zarozumiałe szkolne gwiazdy, którym przewodzi Stacie (Sara Paxton). Nastolatki zaczynają ze sobą rywalizować.

## Obsada
- Alexa Vega jako Julie Corky
- Mika Boorem jako Hannah Carlson
- Kallie Flynn Childress jako Yancy Williams
- Scout Taylor-Compton jako Farrah James
- Sara Paxton jako Stacie Blake
- Sean Faris jako Steve Phillips
- Sam Huntington jako Ren Corky
- Jane Lynch jako Gabby Corky
- Steve Carell jako Oficer Sherman
- Brie Larson jako Liz Daniels
- Jeff Garlin jako Pan Corky
- Evan Peters jako Russell Hayes
- Hunter Parrish jako Lance Gregory
- Alice Greczyn jako Linda
- Thad Luckinbill jako Todd
- Douglas Smith jako Gregg
- Katija Pevec jako Molly
- Eileen April Boylan jako Jenna Allen
- Ryan Slattery jako Peter